# Максимівка (Уманський район)
Макси́мівка — село в Україні, в Паланській сільській громаді Уманського району Черкаської області. Розташоване на обох берегах річки Синиця (притока Південного Бугу) за 24 км на південний захід від міста Умань. Населення становить 366 осіб (станом на 1 січня 2024 р.).

## Населення
Станом на 2001 рік у селі проживало 465 людей.

### Мовний склад
Рідна мова населення за даними перепису 2001 року:
| Мова       | Чисельність, осіб | Доля     |
| ---------- | ----------------- | -------- |
| Українська | 456               | 98,06 %  |
| Російська  | 8                 | 1,72 %   |
| Румунська  | 1                 | 0,22 %   |
| Разом      | 465               | 100,00 % |

## Історія
Під час Голодомору 1932—1933 років, тільки за офіційними даними, від голоду померло 86 мешканців села.
В селі збереглася церква свмч. Параскеви ХІХ ст.

## Галерея

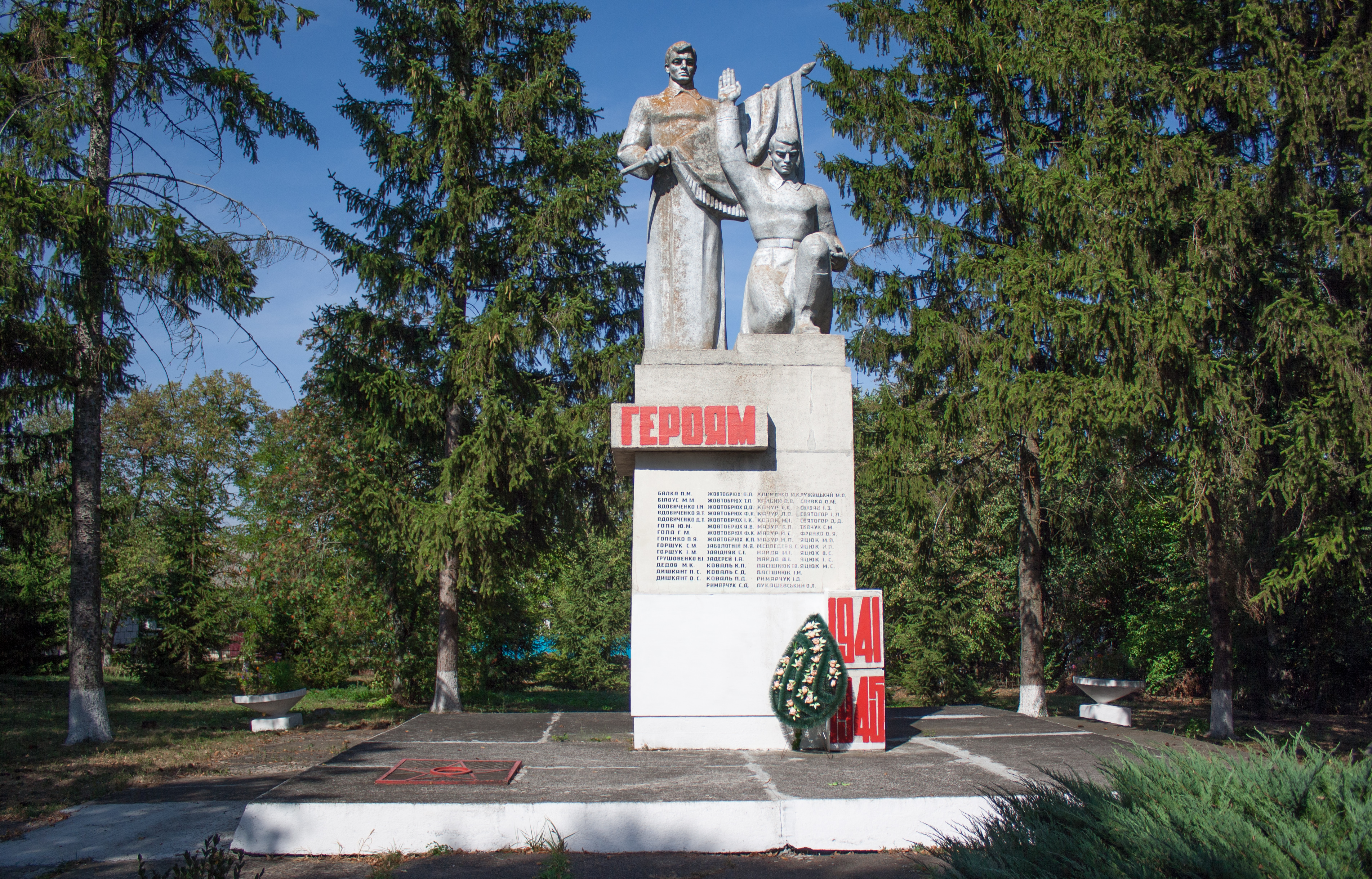
Пам'ятник воїнам-односельцям
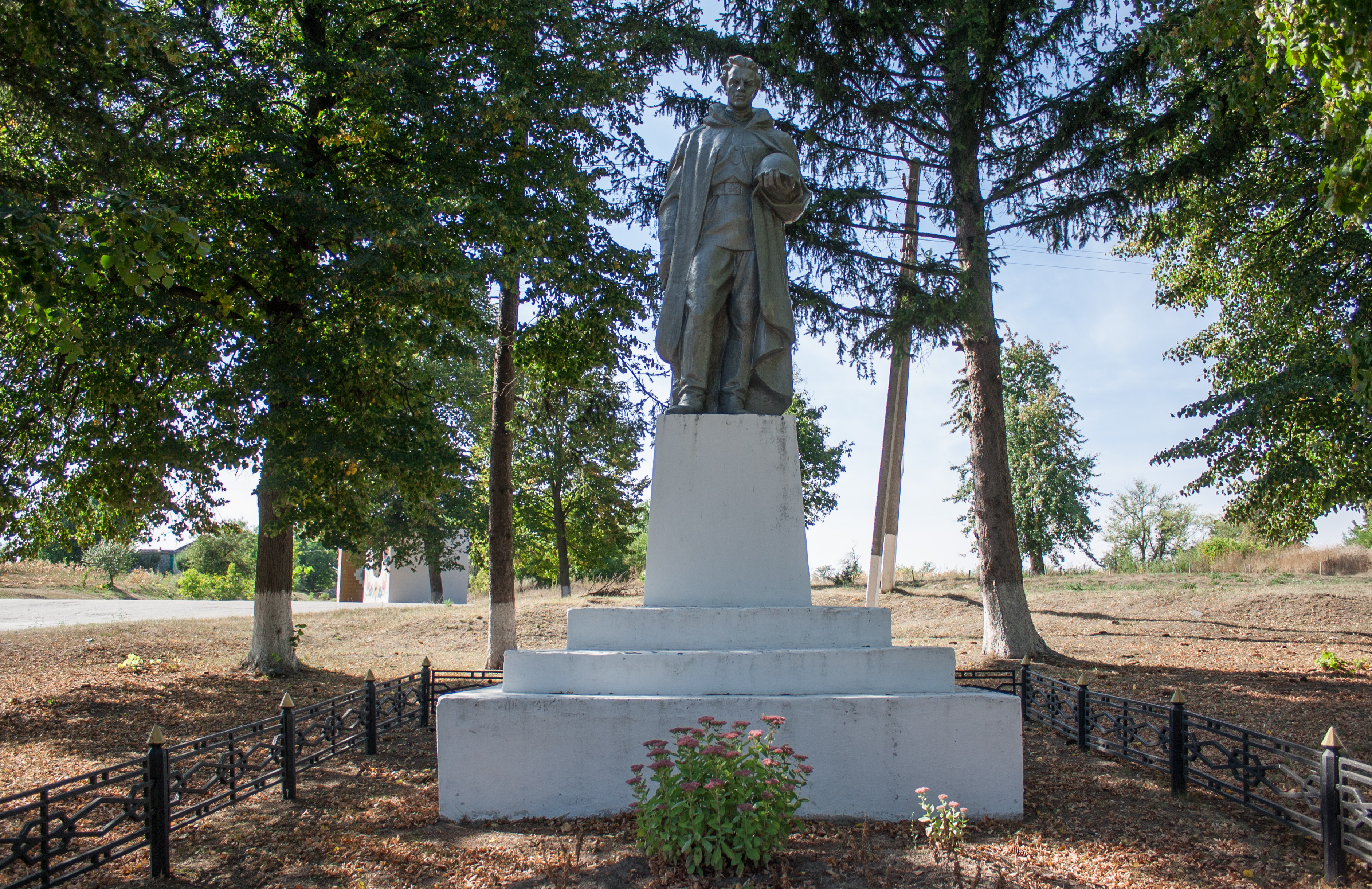
Братська могила радянських воїнів
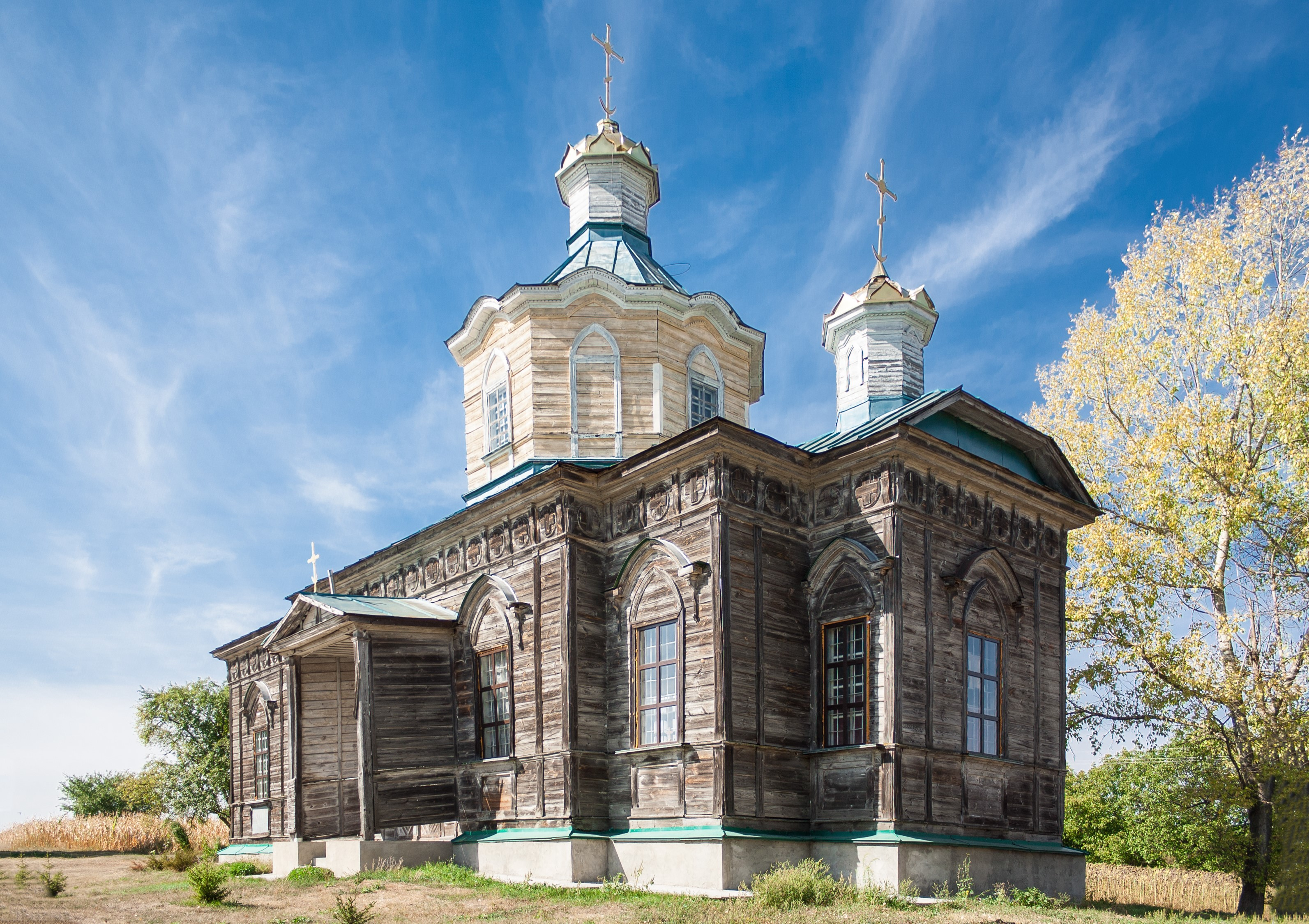
Церква